# Pierre Théoma Boisrond-Canal

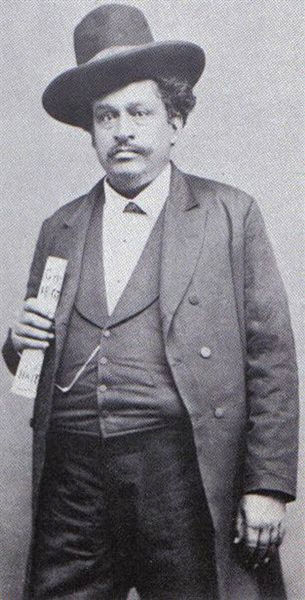
Pierre Théoma Boisrond-Canal

Pierre Théoma Boisrond-Canal, född 12 juni 1832 Torbeck, Haiti, död 3 juni 1905, Freres, Haiti, var president på Haiti, 23 april 1876-17 juli 1879, 10 augusti-16 oktober 1888 samt 26 maj-17 december 1902.